# Karol Wąsiński
Karol Wąsiński (ur. 19 stycznia 1995 w Bytomiu) – polski hokeista.
Ukończył Liceum Ogólnokształcące im. I Dywizji Kościuszkowskiej w Piasecznie. Jego brat Patryk (ur. 1990) także został hokeistą.

## Kariera
- Legia Warszawa (2010-2014)
- Polonia Bytom (2014-2015)
- Zagłębie Sosnowiec (2015-2016)
- Polonia Bytom (2016-2017)
- Orlik Opole (2017-2018)
- Polonia Bytom (2018-)

Wieloletni zawodnik Legii Warszawa. Od 2014 zawodnik Polonii Bytom. Od lipca 2015 do stycznia 2016 zawodnik Zagłębia Sosnowiec. W sezonie 2016/2017 ponownie zawodnik Polonii Bytom. Od czerwca 2017 zawodnik Orlika Opole. Przed sezonem 2018/2019 ponownie został graczem Polonii Bytom.
W barwach reprezentacji Polski do lat 18 uczestniczył w turnieju mistrzostw świata juniorów do lat 18 w 2012. W barwach reprezentacji Polski do lat 20 uczestniczył w turnieju mistrzostw świata juniorów do lat 20 w 2015.

## Osiągnięcia
Klubowe
- Brązowy medal mistrzostw Polski: 2017 z Polonią Bytom

Indywidualne
- Legia Warszawa (hokej na lodzie) w sezonie (2012/2013):
  - Drugie miejsce w klasyfikacji strzelców drużyny: 11 goli